# Tabanus subcinerascens
Tabanus subcinerascens är en tvåvingeart som beskrevs av Ricardo 1911. Tabanus subcinerascens ingår i släktet Tabanus och familjen bromsar.
Artens utbredningsområde är Myanmar. Inga underarter finns listade i Catalogue of Life.